# Халімонов Олексій Дмитрович
Олексій Дмитрович Халімонов (1909 — 17 квітня 1987) — російський історик та педагог; відомий краєзнавець, дослідник історії міста Острогозька та Острогозького району Воронезької області.
Заслужений учитель РРФСР. Учасник німецько-радянської війни.
Автор історико-краєзнавчої книги «Острогозьк» (1978).

## Життєпис
Народився 1909 року в селі Славгород Охтирського повіту Харківської губернії (нині Сумського району на Сумщині). Мати Олексія померла, коли йому було 5 років. Батько воював на фронтах Першої світової війни, тому хлопчик жив у бабусі чи інших своїх родичів.
Вже з дитинства в ньому виявився сильний потяг до навчання. У 1920-ті роки він спочатку подав документи до індустріального технікуму, але, провчившись півроку, зрозумів, що це не його справа. У цей час у країні розгорнулася кампанія під гаслом «Все на боротьбу з неписьменністю!», тому професія вчителя стала дуже значущою та затребуваною.
Олексій Халімонов закінчив Запорізький педагогічний технікум, рік провів на практиці в дитячій колонії під керівництвом досвідчених педагогів, і після цього, отримавши диплом, 1928 року приїхав до Острогозька. З цим містом виявилося пов'язане все його подальше життя.
Влітку 1935 року був призначений директором єдиної на той час в Острогозьку середньої школи.
У 1940 році до класу до Халімонова прийшов Вася Кубаньов, який незабаром став відомим радянським поетом.
З початком війни Халімонов пішов на фронт рядовим і провоював два роки, дослужившись до лейтенанта-політрука. Після важкого осколкового поранення лівої руки, від якого вона так ніколи й не відновилася повністю, він повернувся 20 жовтня 1943 року зі шпиталю до Острогозька. Минуло лише дев'ять місяців після звільнення міста від фашистів. Середня школа, в якій він до війни директорував, теж була зруйнована. Заняття відновили у тимчасовому приміщенні, їздили до лісу за п'ятнадцять кілометрів по дрова.
Вже в цей час Олексій Халімонов став збирати історичні матеріали для своєї майбутньої книги про Острогозьк та його знатних людей. Писав він зазвичай пізніми вечори, коли завершував підготовку до уроків. 35 років він публікувався на сторінках районної газети «Комуна». Підготовлена для видання книга становила близько 400 сторінок, але у видавництві зажадали скоротити її більш ніж наполовину. Праця, що вийшла у світ, склала 176 сторінок. Рецензія на нього з'явилася в газеті Літературна Росія.
Маючи енциклопедичні знання про Острогозьку землю, Олексій Халімонов активно співпрацював з міським краєзнавчим музеєм, читав лекції, проводив екскурсії.

## Праці
- Халимонов А. Д. Острогожск. — Воронеж : Центр.-Чернозем. кн. изд-во, 1978. — 176 с.